# Nicolau de Manalt i de Tallaloques
Nicolau de Manalt i de Tallaloques (Perpinyà, segle xvii - Perpinyà, 1688) va ser un advocat i polític rossellonès.

## Biografia
Descendia d'una família de burgesos nobles de Perpinyà establerta a Perpinyà a la fi del segle xvi, i era fill de Jaume Manalt i Darnach, nascut vers el 1580, doctor en dret i burgès honrat de Perpinyà el 1619. Advocat, en Nicolau va ser designat per Raimon de Bas jutge de segona apel·lació per al Conflent i la Cerdanya el 16 de maig del 1642. Fou membre de l'Audiència Reial. Després del Tractat dels Pirineus, Lluís XIV creà el Consell Sobirà del Rosselló per al govern  de la nova regió francesa (1660), i Manalt fou el sol rossellonès (la resta eren catalans del sud) elegit per a ser-ne part, amb categoria de conseller laic. Com a conseller, portà la investigació per la mort d'Emmanuel de Saint-Denis; causada aparentment per una relació extra-matrimonial, l'afer acabà involucrant elements de la resistència anti-francesa vinculats a la noblesa nord-catalana.
Com a recompensa per haver passat al partit francès, Lluís XIV li havia donat el 26 de novembre del 1654, les rendes de les propietats familiars de Maria Baldo, esposa de Josep Taqui 
Formà una extensa i erudita biblioteca amb llibres en català, llatí i francès, i encara en altres llengües, sobre temes de dret, teologia i literatura.